# Луций Манлий Вульсон (претор 197 года до н. э.)
Лу́ций Ма́нлий Вульсо́н (лат. Lucius Manlius Volso; III—II века до н. э.) — римский военачальник и политический деятель из патрицианского рода Манлиев Вульсонов, претор 197 года до н. э. Участвовал в Галатской войне под началом брата, Гнея Манлия Вульсона.

## Биография
Луций Манлий принадлежал к одному из знатнейших патрицианских родов Рима, представители которого регулярно получали консульство, начиная с 480 года до н. э. Манлии могли быть этрусками, а когномен Вульсон (Vulso) или Вольсон (Volso) может быть связан с названием города Вольсинии (Volsinii).
Согласно консульским фастам, у отца и деда Луция Манлия были преномены Гней и Луций соответственно. Немецкий антиковед Ф. Мюнцер предположил, что Луций-дед — это Луций Манлий Вульсон Лонг, консул 256 и 250 годов до н. э., командовавший в Африке вместе с Марком Атилием Регулом во время Первой Пунической войны. В источниках упоминаются двое его сыновей, Луций (претор 218 года) и Публий (претор 210 года), но мог быть и третий, Гней-старший, умерший рано (возможно, он погиб в одном из сражений Второй Пунической войны). Братьями Луция-внука были Гней, консул 189 года до н. э., и Авл, консул 178 года до н. э. Остаётся неясным, кто был старше — Луций или Гней.
Луций Манлий упоминается в сохранившихся источниках, начиная со 197 года до н. э., когда он занимал должность претора и управлял провинцией Сицилия. Марк Туллий Цицерон в одной из своих речей против Верреса говорит о преторе по имени Тит Манлий, который переселил в Акрагант колонистов из нескольких других сицилийских городов. Антиковеды предполагают, что речь идёт именно о Луции: оратор мог просто перепутать преномены.
В 191 году до н. э., во время Антиоховой войны, при Фермопилах рядом с Марком Порцием Катоном (впоследствии Цензорием) сражался, согласно Плутарху, некто Луций Манлий, «опытный по хождению по горам человек». Немецкий антиковед Фридрих Мюнцер констатирует, что это мог быть Вульсон, но считает надёжность такого отождествления не слишком высокой.
Брат Луция Гней в 189 году до н. э. стал консулом и отправился в Малую Азию, где затеял войну с галатами. Луций сопровождал брата в качестве легата. Он командовал одной из трёх армейских колонн, штурмовавших укрепление толистобогиев на горе Олимп; в 188 году до н. э. Гней направил его во главе 4-тысячного отряда против города Ороанда, власти которого тянули с выплатой контрибуции. Выполнив это поручение, Луций Манлий немедленно направился совместно с Квинтом Минуцием Термом к царю Антиоху III, чтобы добиться от него ратификации Апамейского мирного договора. После этого он уже не упоминается в источниках.